# Trioxys chaitaphidis
Trioxys chaitaphidis är en stekelart som beskrevs av Mackauer 1962. Trioxys chaitaphidis ingår i släktet Trioxys och familjen bracksteklar. Inga underarter finns listade i Catalogue of Life.